# Pedro Reinel
Pedro Reinel 16. századi portugál térképész volt. A legrégebbi ismert portugál hajózási térkép szerzője.
A térkép egy portolán típusú ábra, melyen Nyugat-Európa és Afrika egy része található meg. Már láthatók rajta Diogo Cão 1482 és 1485 közötti utazásai által felfedezett területek. Fiával, Jorge Reinellel és a térképész Lopo Homemmel részt vett az ismert Miller Atlas elkészítésében (1519). Az Atlanti óceánt ábrázoló ábrája (1504) az első olyan ábrázolás, amelyen megtalálhatóak a szélességi körök és egy szélrózsa a Bourbon-liliommal.

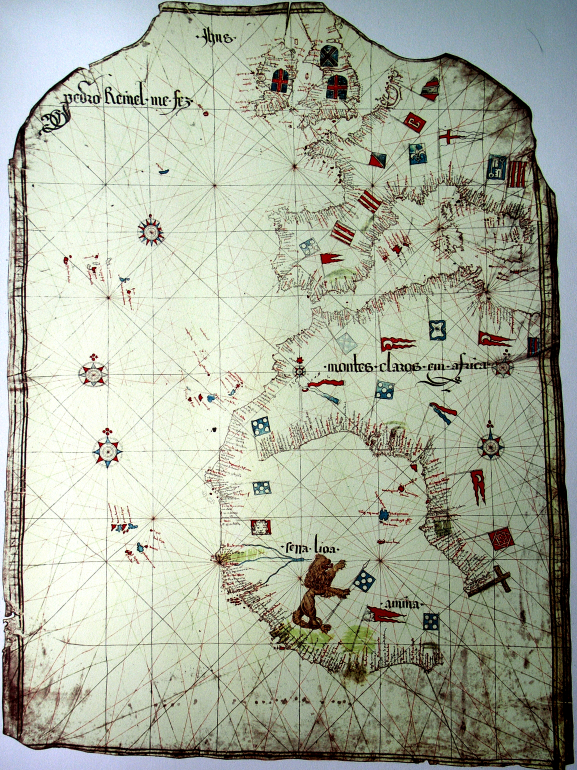
Pedro Reinel (kb. 1485). Archives départementales de la Gironde, Bordeaux
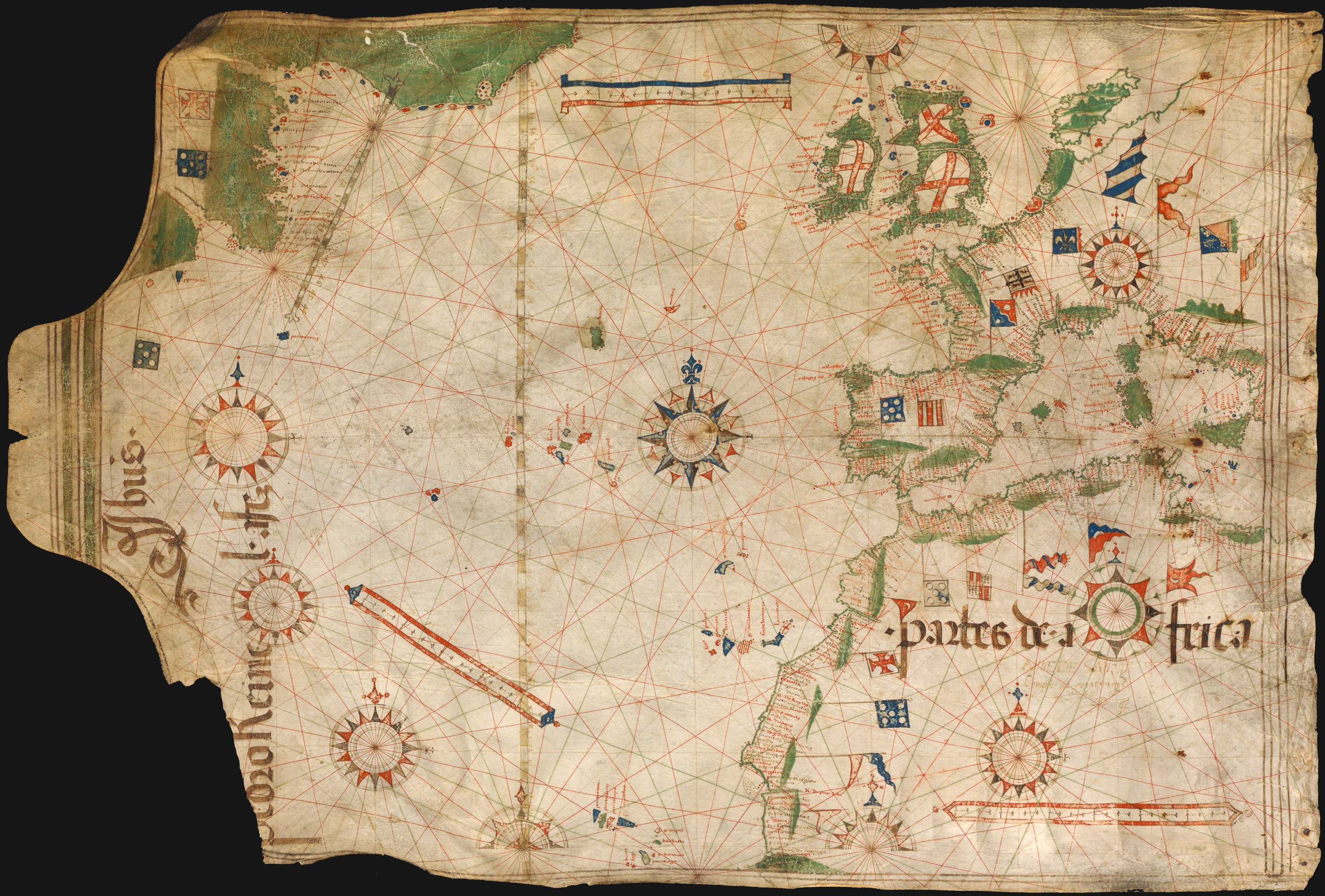
Pedro Reinel (kb. 1504). Bayerische Staatsbibliothek, München.
Szélrózsa a Bourbon-liliommal

## Fordítás
- Ez a szócikk részben vagy egészben  a   Pedro Reinel című angol Wikipédia-szócikk ezen változatának fordításán alapul.  Az eredeti cikk szerkesztőit annak laptörténete sorolja fel. Ez a jelzés csupán a megfogalmazás eredetét és a szerzői jogokat jelzi, nem szolgál a cikkben szereplő információk forrásmegjelöléseként.

## Külső hivatkozások
- www.answers.com (angolul)